# چوی جونگ هون (خواننده، زاده ۱۹۹۲)
چوی جونگ هون (کره‌ای: 최정훈؛ زادهٔ ۱۰ مارس ۱۹۹۲) موسیقی‌دان، خواننده ترانه‌پرداز و تهیه‌کننده موسیقی اهل کره جنوبی است. او بیشتر به عنوان عضو گروه ایندی راک کره‌ای جانابی شناخته می‌شود.

## اوایل زندگی و تحصیلات
چوی جونگ هون زادهٔ ۱۰ مارس ۱۹۹۲ در سونگ‌نام، گیونگ‌گی، کره جنوبی است. خانواده‌اش شامل پدر و مادر و یک برادر بزرگتر است. او دران کودکی و تحصیلات خود را در منطقه آکادمی بون‌دانگ به نام دول‌مارو (که بعداً متن ترانه «دول‌مارو» از آلبوم افسانه گروه جانابی را نوشت) گذراند. او در دبستان بون‌دانگ، راهنمایی سوهیون و دبیرستان یاتاپ تحصیل کرده است.